# مدينة حرة
المدينة المستقلة أو المدينة الحرة هي مدينة أو بلدة لا تشكل جزءًا من كيان حكومي محلي آخر للأغراض العامة (مثل مقاطعة).

## السلائف التاريخية
في الإمبراطورية الرومانية المقدسة، وإلى حد ما في الدول التي خلفتها، كان الاتحاد الألماني والإمبراطورية الألمانية، ما يسمى «المدن الإمبريالية الحرة» (فرادي الاسمية الفردية Reichsstadt ، الجمع الفردي المجاني Reichsstädte) يحمل الوضع القانوني للإمبراطورية الفورية، وفقًا التي لم تكن subinfeudated إلى أي تابعة الحاكم وكان بدلا تخضع لسلطة الإمبراطور وحده. وتشمل الأمثلة هامبورغ وبريمن ولوبيك، إلى جانب الآخرين الذين اكتسبوا و / أو فقدوا امتيازات الفورية على مدار تاريخ الإمبراطورية.

## يافا
فلسطين
جعل عدد من البلدان عواصمها الوطنية في كيانات منفصلة.
الامثله تشمل:
- بوخارست، عاصمة رومانيا، خارج نظام المقاطعات في البلاد.
- لندن، عاصمة المملكة المتحدة والدولة المكونة لها إنجلترا، هي لندن الكبرى إداريًا، والتي تتكون من مدينة لندن و32 حيًا في لندن. لندن الكبرى ليست واحدة من المقاطعات الحضرية أو غير الحضرية، التي تنقسم إليها بقية إنجلترا. لندن لديها قناعاتها الجمعية ورئيس بلدية منتخب انتخابا مباشرا، التي تمارس الحكومة / المحلية صلاحيات آلت أكبر من أي مدينة أو مكان آخر في المملكة المتحدة، وبصرف النظر عن الدول / محافظات ويلز واسكتلندا وايرلندا الشمالية. أحد الأحياء، مدينة وستمنستر، هو مقر الحكومة كموطن لمجالس البرلمان وقصر باكنغهام وغيرها من المباني الحكومية والقضائية والدينية البارزة. تتمتع مدينة لندن (التي لم تكن مقراً للحكومة ولم تكن كذلك قط) بمكانة فريدة في الحكومة المحلية البريطانية منذ توقيع اتفاقية ماجنا كارتا؛ وهي جزء من لندن الكبرى لمعظم الأغراض الإدارية، لكنها تظل محافظة احتفالية منفصلة وتحتفظ بالعديد من سلطات الحكومة المحلية المستقلة والهوية المدنية، وعلى الأخص قوة الشرطة الخاصة بها واللورد العمدة.
- أوسلو، عاصمة النرويج، هي مدينة مستقلة تُعرف على أنها بلدية ومقاطعة.
- إن طوكيو، عاصمة اليابان، ليست في الحقيقة مدينة ولكنها رسميا واحدة من محافظات اليابان الـ 47. اسمها الرسمي هو طوكيو متروبوليس، يسلط الضوء على التسمية الخاصة بها. وتتألف من 49 بلدية، 23 منها هي الأجنحة التي كانت تشكل مدينة طوكيو التي لم تعد موجودة.